# Jekaterina Sergejewna Krasnowa
Jekaterina Sergejewna Krasnowa (russisch Екатерина Сергеевна Краснова; * 31. Januar 1988 in Moskau, Sowjetunion) ist eine russische Ringerin. Sie gewann bisher bei Welt- und Europameisterschaften im Damen- und im Juniorenbereich insgesamt zehn Medaillen (Stand März 2012).

## Werdegang
Jekaterina Krasnowa begann als Jugendliche im Jahre 1999 mit dem Ringen. Sie ist Studentin und wohnt in Moskau. Sie gehört dem Sportclub Vitez Moskau an und ihre wichtigsten Trainer waren bzw. sind M. Skajew, N. Nanijew und Waleri Tschupakow. Die 1,62 Meter große Sportlerin startet meist in der Gewichtsklasse bis 51 kg Körpergewicht.
Jekaterina Krasnowa war schon als Juniorin außerordentlich erfolgreich. Gleich zu Beginn ihrer internationalen Laufbahn wurde sie 2003 in Sevilla in der Gewichtsklasse bis 46 kg  und 2004 in Albena in der Gewichtsklasse bis 49 kg Junioren-Europameisterin der Altersgruppe „Cadets“ (bis zum 16. Lebensjahr). 2006 kam sie sowohl bei der Junioren-Europameisterschaft (Altersgruppe bis zum 20. Lebensjahr) in Szombathely als auch bei der Junioren-Weltmeisterschaft in Guatemala-Stadt jeweils in der Gewichtsklasse bis 51 kg auf den 2. Platz. In Szombathely wurde sie im Finale von Oleksandra Kohut aus der Ukraine und in Guatemala-Stadt von Meguni Machara aus Japan geschlagen. In den Jahren 2007 und 2008 startete sie nur bei den Junioren-Weltmeisterschaften. 2007 kam sie dabei in Peking in der Gewichtsklasse bis 55 kg hinter Qiu Hongmei aus China und 2008 in Istanbul in der Gewichtsklasse bis 51 kg hinter der Japanerin Yu Horiuchi jeweils auf den 2. Platz.
2009 wurde Jekaterina Krasnowa erstmals russische Meisterin in der Gewichtsklasse bis 51 kg. Sie verwies dabei Marina Wilmowa und Ljubow Massenkowa auf die Plätze. Im gleichen Jahr wurde sie dann auch schon bei der Europameisterschaft in Vilnius eingesetzt und gewann dort in der Gewichtsklasse bis 51 kg mit Siegen über Renata Omilusik, Polen, Mihaela Munteanu, Rumänien, Julija Blahynja, Ukraine und Emese Szabó, Ungarn den Europameistertitel. Bei der Weltmeisterschaft 2009 erhielt Marina Wilmowa den Vorzug vor ihr, die aber nur den 16. Platz belegte.
In den Jahren 2010 und 2011 wurde Jekaterina Krasnowa jeweils russische Vizemeisterin in der Gewichtsklasse bis 51 kg. 2010 hinter Samira Rachmanowa und 2011 hinter Marina Wilmowa. In diesen beiden Jahren wurde sie nur bei der Europameisterschaft 2011 in Dortmund eingesetzt. Dort kam sie mit Siegen über Francesca Mori, Italien und Roksana Zasina, Polen, einer Niederlage gegen Estera Dobre aus Rumänien und einem Sieg über Karolina Tjapko aus Lettland auf den 3. Platz.
2012 startete sie wieder bei der Europameisterschaft, die in Belgrad stattfand. Sie gewann dort hinter Iwona Matkowska aus Polen und Oleksandra Kohut aus der Ukraine, gemeinsam mit Alexandra Engelhardt aus Deutschland wieder eine Bronzemedaille.
Im September 2011 machte Jekaterina Krasnowa einen Ausflug zum sog. Combat Grappling, einer Stilart des Ringens, die dem Sambo ähnlich ist, aber auch noch andere Elemente aus anderen Kampfsportarten enthält. Sie startete dabei in Belgrad bei der Weltmeisterschaft dieser Sportart und belegte in der Gewichtsklasse bis 65 kg hinter Ludmila Pasikowa aus der Ukraine und vor Katrina Maki aus den Vereinigten Staaten den 2. Platz. Wie wertvoll dieser Erfolg ist, kann bei dieser jungen Sportart, die nicht olympisch ist, schwer eingeschätzt werden.

## Internationale Erfolge
| Jahr | Platz | Wettbewerb                                             | Gewichtsklasse | Ergebnisse |
| 2003 | 1.    | Junioren-EM (Cadets) in Sevilla                        | bis 46 kg      | vor Alexandra Baudik, Ukraine und Alena Filipowa, Belarus |
| 2004 | 1.    | Großer Preis von Deutschland in Dormagen (Juniorinnen) | bis 49 kg      | vor Jamie Chase, Kanada und Priscilla Defrancheschi, Frankreich                                                                                                |
| 2004 | 1.    | Junioren-EM (Cadets) in Albena                         | bis 49 kg      | vor Karolin Bettge, Deutschland und Alena Filipowa |
| 2005 | 3.    | Junioren-EM in Tirana                                  | bis 52 kg      | hinter Katherina Peter, Deutschland und Andrea Molnar, Ungarn                                                                                                  |
| 2006 | 6.    | Welt-Cup in Nagoya                                     | bis 51 kg      | Siegerin: Ren Xuecheng, China vor Hitomi Sakamoto, Japan |
| 2006 | 2.    | Junioren-EM in Szombathely                             | bis 51 kg      | hinter Oleksandra Kohut, Ukraine, vor Tatjana Grigorjewa, Belarus und Elcin Demirtas, Türkei                                                                   |
| 2006 | 2.    | Junioren-WM in Guatemala-Stadt                         | bis 51 kg      | nach Siegen über Nanna Pedersen, Dänemark und Jessica Medina, USA und einer Niederlage gegen Megani Machara, Japan                                             |
| 2007 | 3.    | Großer Preis von Deutschland in Dormagen               | bis 51 kg      | hinter Erica Sharp, Kanada und Tatjana Markowitsch, Belarus, gemeinsam mit Anna Trusowa, Russland                                                              |
| 2007 | 2.    | Junioren-WM in Peking                                  | bis 55 kg      | nach Siegen über Hong Hyang-Rae, Südkorea, Nadeschda Michalkowa, Belarus und Emriye Musta, Türkei und einer Niederlage gegen Qiu Hongmei, China                |
| 2007 | 1.    | „Alexander-Medwed“-Preis in Minsk                      | bis 51 kg      | vor Irina Kissel, Olga Gilgowa und Alena Adaschinskaja, alle Russland                                                                                          |
| 2008 | 2.    | Junioren-WM in Istanbul                                | bis 51 kg      | nach Siegen über Sabrina Magnusson, Schweden, Maria Prevolaraki, Griechenland und Nadja Gradschuk, Aserbaidschan und einer Niederlage gegen Yu Horiuchi, Japan |
| 2009 | 1.    | „Iwan-Yarigin“-Memorial in Krasnojarsk                 | bis 51 kg      | vor Tatjana Bakatschuk, Kasachstan und Marina Wilmowa, Russland                                                                                                |
| 2009 | 1.    | Intern. Turnier in Kiew                                | bis 51 kg      | vor Alena Adaschinskaja, Vanessa Brown, USA und Julija Blahynja, Ukraine                                                                                       |
| 2009 | 1.    | EM in Vilnius                                          | bis 51 kg      | nach Siegen über Renata Omilusik, Polen, Mihaela Munteanu, Rumänien, Julija Blahynja und Emese Szabó, Ungarn                                                   |
| 2009 | 3.    | Großer Preis von Deutschland in Dormagen               | bis 51 kg      | hinter Jessica MacDonald, Kanada und Waleria Tschepsarekowa, Russland, gemeinsam mit Sofia Mattsson, Schweden                                                  |
| 2009 | 5.    | Golden-Grand-Prix in Baku                              | bis 51 kg      | hinter Tatjana Bakatschuk, Yuri Kai, Japan, Julia Blahinja und Sofia Mattsson                                                                                  |
| 2009 | 8.    | Poland-Open in Radom                                   | bis 51 kg      | Siegerin: Sofia Mattsson vor Oleksandra Kohut |
| 2010 | 5.    | Golden-Grand-Prix in Krasnojarsk                       | bis 51 kg      | hinter Yuri Kai, Oleksandra Kohut, Kang Kum-Ok, Nordkorea und Tatjana Bakatschuk                                                                               |
| 2010 | 3.    | Klippan-Lady-Open                                      | bis 51 kg      | hinter Anna Trusowa und Natalja Budu, Rumänien |
| 2010 | 3.    | Großer Preis von Deutschland in Dormagen               | bis 51 kg      | hinter Natalja Budu und Estera Dobre |
| 2010 | 3.    | Golden-Grand-Prix in Baku                              | bis 55 kg      | hinter Natalja Sinischin, Ukraine und Aiym Abdulina, Kasachstan                                                                                                |
| 2010 | 7.    | Universitäten-WM in Turin                              | bis 55 kg      | Siegerin: Brittanee Lavadure, Kanada vor Irina Chariw, Ukraine                                                                                                 |
| 2011 | 3.    | EM in Dortmund                                         | bis 51 kg      | nach Siegen über Francesca Mori, Italien und Roksana Zasina, Polen, einer Niederlage gegen Estera Dobre und einem Sieg über Karolina Tjapko, Lettland          |
| 2011 | 3.    | Golden-Grand-Prix in Baku                              | bis 51 kg      | nach einer Niederlage gegen Samira Rachmanowa und Siegen über Marina Wilmowa und Gulmira Isakowa, Kasachstan                                                   |
| 2011 | 3.    | Poland-Open in Tarnowo Podgorne                        | bis 51 kg      | hinter Genevieve Hayley, Kanada und Samira Rachmanowa |
| 2011 | 1.    | Trofeo Milone in Ostia                                 | bis 51 kg      | vor Nicoleta Bogasieru, Rumänien und Stalvira Orschusch, Russland                                                                                              |
| 2012 | 3.    | Golden-Grand-Prix in Krasnojarsk                       | bis 51 kg      | hinter Risako Kawai, Japan und Alena Adaschinskaja |
| 2012 | 3.    | EM in Belgrad                                          | bis 51 kg      | hinter Iwona Matkowska, Polen und Oleksandra Kohut, gemeinsam mit Alexandra Engelhardt, Deutschland                                                            |
| 2013 | 2.    | Klippan-Golden-Grand-Prix                              | bis 51 kg      | hinter Yu Miyahara, Japan, vor Jessica Medina und Hayley Aguello, beide USA                                                                                    |

## Combat Grappling
| Jahr | Platz | Wettbewerb    | Gewichtsklasse | Ergebnisse                                              |
| 2011 | 2.    | WM in Belgrad | bis 65 kg      | hinter Ludmila Pasikowa, Ukraine, vor Katrina Maki, USA |

## Russische Meisterschaften
(nur Seniorenbereich)
| Jahr | Platz | Gewichtsklasse | Ergebnisse                                                           |
| 2009 | 1.    | bis 51 kg      | vor Marina Wilmowa, Ljubow Massenkowa und Samira Rachmanowa          |
| 2010 | 2.    | bis 51 kg      | hinter Samira Rachmanowa, vor Ljubow Salnikowa und Marina Wilmowa    |
| 2011 | 2.    | bis 51 kg      | hinter Marina Wilmowa, vor Samira Rachmanowa und Stalwina Oorschusch |

## Erläuterungen
- alle Wettkämpfe im freien Stil
- WM = Weltmeisterschaft, EM = Europameisterschaft